# Norysca angustifolia
Norysca angustifolia là một loài thực vật có hoa trong họ Bứa. Loài này được (Spach) Blume mô tả khoa học đầu tiên năm 1896.